# 팔켄뷔르흐안더횔

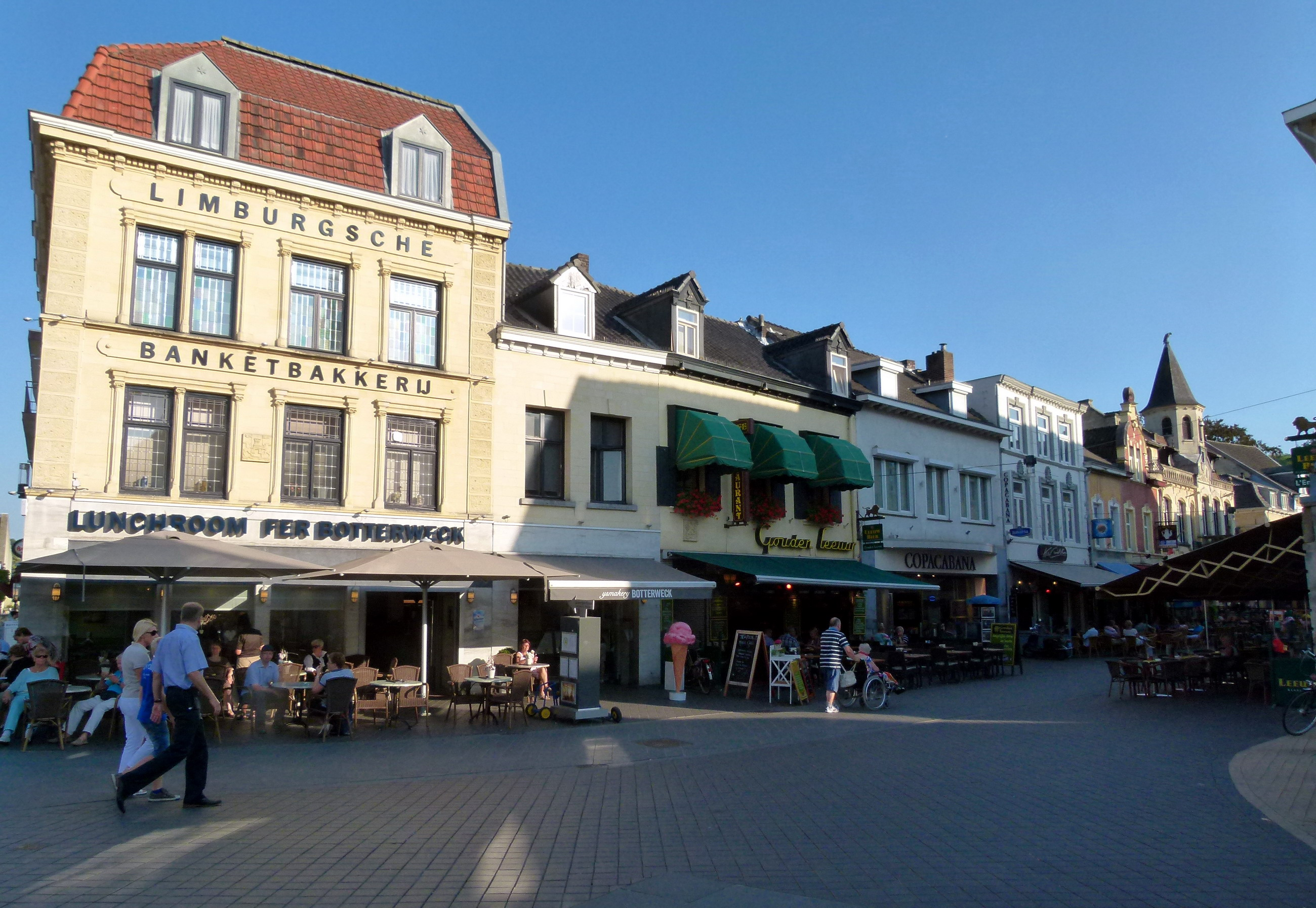
팔켄뷔르흐안더횔

팔켄뷔르흐안더횔의 위치

팔켄뷔르흐안더횔(네덜란드어: Valkenburg aan de Geul, 림뷔르흐어: Valkeberg aan de Geul)은 네덜란드 남동부 림뷔르흐주의 도시로 면적은 36.92km2, 높이는 73m, 인구는 16,416명(2017년 8월 기준), 인구 밀도는 447명/km2이다.
1115년에 건립된 팔켄뷔르흐 성 유적이 남아 있다. 이 성은 1672년 12월 빌럼 3세 공작(영국의 윌리엄 3세 국왕)이 이끄는 군대가 프랑스의 루이 14세 국왕이 이끄는 군대의 공격을 방어하던 과정에서 파괴되었다.

시기
시 문장